# Metapelma riparia
Metapelma riparia is een vliesvleugelig insect uit de familie Eupelmidae. De wetenschappelijke naam is voor het eerst geldig gepubliceerd in 1985 door Prinsloo.